# ヴェルデッリーノ
ヴェルデッリーノ（伊: Verdellino  ( 音声ファイル)）は、イタリア共和国ロンバルディア州ベルガモ県にある、人口約7,500人の基礎自治体（コムーネ）。

## 地理

### 位置・広がり
ベルガモ県南部のコムーネ。県都ベルガモから南南西へ12km、州都ミラノから東北東へ36kmの距離にある。

#### 隣接コムーネ
隣接するコムーネは以下の通り。
- ボルティエーレ
- チゼラーノ
- レヴァーテ
- オージオ・ソット
- ヴェルデッロ

### 地震分類
イタリアの地震リスク階級 (it) では、3 に分類される
。